# Magyarsáros
Magyarsáros (románul Deleni, korábban Șaroș, németül Kleinfarken) falu Romániában, Maros megyében.

## Fekvése
Dicsőszentmártontól 8 km-re délkeletre, a Sós-patak völgyében fekszik.

## Története

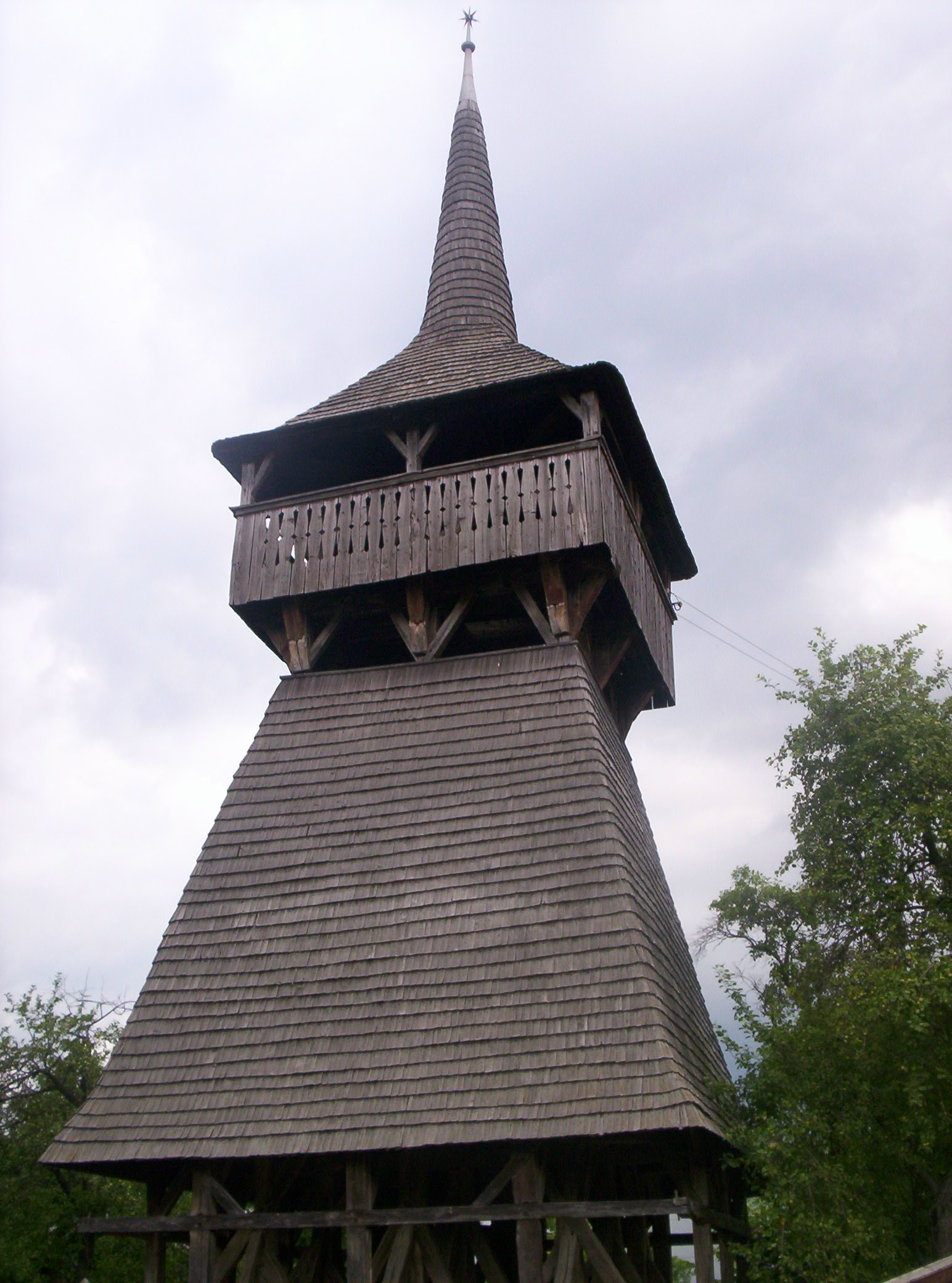
Harangláb az 1600-as évekből

1322-ben Sarus néven említik először.  Középkori temploma 1400 körül épült, de a lejtős helyen megcsúszott és annyira megrongálódott, hogy a 20. század elején le kellett bontani.
Mai unitárius temploma 1912-ben épült.
Haranglába 1600-ban készült, gótikus erkélyes harangháza kilenc cserfa lábon áll. Határában gazdag földgázmezők vannak. 1910-ben 1306, többségben magyar lakosa volt, jelentős román kisebbséggel. A trianoni békeszerződésig Kis-Küküllő vármegye Dicsőszentmártoni járásához tartozott. 1992-ben 1244 lakosából 824 magyar, 320 román, 100 cigány volt, közülük 799 unitárius és 402 ortodox.

## Híres emberek
- Itt született 1763. szeptember 14-én Körmöczi János a kolozsvári Unitárius Kollégium filozófia és fizika tanára.
- Itt született 1925-ben Bandi Árpád matematikatanár, a Bolyaiak emlékének ápolója.